# Xã Liberty, Quận Pope, Arkansas
Xã Liberty (tiếng Anh: Liberty Township) là một xã thuộc quận Pope, tiểu bang Arkansas, Hoa Kỳ. Năm 2010, dân số của xã này là 837 người.